# Feleky Sándor

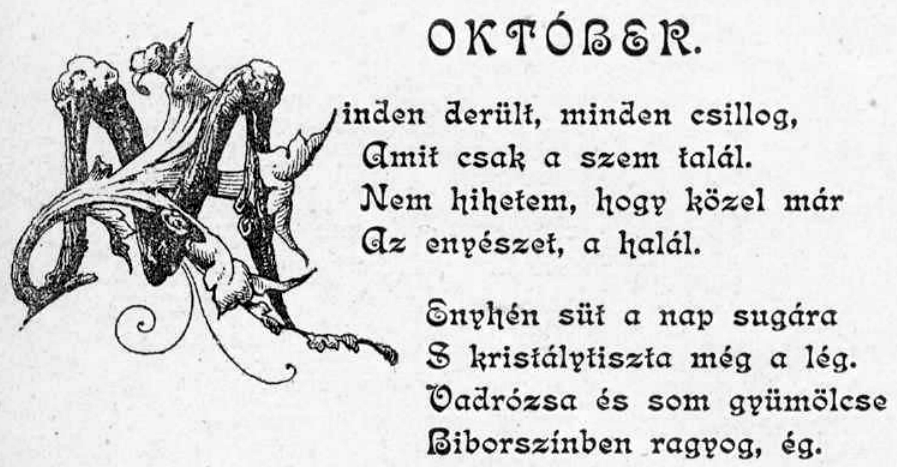
Október c. versének részlete

Feleky Sándor  egyes helyeken Feleki Sándor, született Füchsl (Lovasberény, 1865. október 31. – Budapest, Erzsébetváros, 1940. szeptember 1.) orvos, író, költő. műfordító.

## Élete
Feleki (Füchsl) Miksa orvos és Baron Anna fiaként született. Testvérei Feleky Hugó (1861–1932) urológus, egyetemi tanár és Feleki Béla (1862–1923) ügyvéd, törvényhatósági bizottsági tag. Unokaöccse Feleky Géza író, újságíró. Egyetemi tanulmányait a fővárosban folytatta, ahol doktori képesítést szerzett. 1893-ban Budapesten kerületi orvos lett, majd 1910-ben tisztiorvosi kinevezést kapott. Már ekkor – egészségügyi szakirodalmi írásai mellett – szépirodalmi műveket is írt, illetve műfordítással foglalkozott. 1900-ban jelent meg első verseskötete Vándorfelhők címmel. 1902. július 6-án Budapesten, az Erzsébetvárosban házasságot kötött Glasner Malvinával. A következő évben Árnyak és sugarak címmel ismét önálló verseskötete jelent meg. 1905-ben megjelent német balladákat és románcokat tartalmazó fordítása. 1911-ben a Petőfi Társaság tagjává választották. 1912-ben jelent meg harmadik jelentős verseskötete, az Én mezőm címmel.
1930-ban szakirodalmi és szépirodalmi írása jelent meg, „Őszi szántás” és az „A.B.C. Az egészség könyve versekben és képekben” címekkel, valamint ebben az évben adta ki Nikolaus Lenau költeményeinek magyar fordítását is.
Halála előtt pár évvel jelent meg „Hogyan éljünk nyáron, télen? Kis versekben elmesélem…” kötete 1937-ben, valamint a A nádpálca 1938-ban.
A Kozma utcai izraelita temetőben helyezték végső nyugalomra.

## Főbb művei
- Vándorfelhők (versek, Budapest, 1900)
- Árnyak és sugarak (versek, Budapest, 1903)
- Budapest egészségügye érdekében alkotott rendeletek és határozatok (I–III. Budapest, 1904–1909)
- Az én mezőm (versek, Budapest, 1912)
- Őszi szántás (versek, Budapest, 1930)
- A. B. C. Az egészség könyve versekben és képekben (Budapest, 1930)
- Hogyan éljünk nyáron, télen? Kis versekben elmesélem… (Budapest, 1937)
- A nádpálca (verses elbeszélés, Budapest, 1938)

## Emlékezete
2001-ben jött létre a Feleki Sándor Alapítvány a Lovasberényi Oktatásért. Az alapítvány célja a helyi általános iskola tárgyi feltételeinek javítása. Hozzájárulnak az itt tanulók szünidei táboroztatásához, valamint a tehetséges, de hátrányos helyzetű diákokat anyagilag is támogatják.

## További információ
- Endrődi Sándor: A magyar költészet kincsesháza MEK